# Hwarang (serie televisiva)
Hwarang (화랑?, 花郞?; titolo internazionale Hwarang: The Poet Warrior Youth, nota anche come Hwarang: The Beginning) è una serie televisiva sudcoreana trasmessa su KBS2 dal 19 dicembre 2016 al 21 febbraio 2017.

## Trama
La regina Jiso ha governato il regno di Silla come reggente dalla morte di re Beopheung, tenendo il suo giovane figlio Sammaekjong nascosto fuori dalla capitale Seorabeol, al sicuro da nemici e assassini. Quando Sammaekjong raggiunge l'età per governare, i nobili, i cittadini, i funzionari e lo stesso principe sono impazienti che Jiso ceda il potere, tuttavia la paura che l'aristocrazia usurpi il trono la fa tentennare. Per spezzare il potere dei nobili, la regina decide di istituire un'élite di combattenti, gli Hwarang, e di legarli al trono e a Sammaekjong. Questo gruppo di giovani uomini viene istruito senza sapere che tra i suoi ranghi è presente anche Sammaekjong, il loro futuro re, e Kim Sun-woo, un uomo comune che nasconde un segreto di cui neanche lui è a conoscenza.

## Personaggi
- Moo-myung/Kim Sun-woo/Kim Isabu/Cane Volante, interpretato da Park Seo-joon  (Versione italiana:Luca Semeraro)
Un giovane uomo di umili origini, che diventa un leggendario guerriero Hwarang. Prende l'identità del suo migliore amico Kim Sun-woo, fratello biologico di Ah-ro, dopo l'uccisione di quest'ultimo da parte della guardia reale. Più tardi, scopre di far parte delle Ossa Sacre, appartenendo alla famiglia reale e potendo quindi, se vuole, cercare di diventare sovrano.
- Kim Ah-ro, interpretata da Go Ara (Versione italiana:Claudia Catani)
Una mezzosangue con una personalità allegra e semplice. Il padre è un nobile mentre la madre è una serva. Ah-ro fa più di un lavoro per supportare la sua famiglia, in particolare come dottoressa per Hwarang, facendo velocemente amicizia. In seguito, si innamorerà di Sun-woo.
- Sammaekjong/Kim Ji-dwi/Re Jinheung , interpretato da Park Hyung-sik (Versione italiana:Paolo De Santis)
Il giovane "re senza volto", che si nasconde a causa dei tentativi di assassinio, diventando segretamente un guerriero Hwarang, imparando ad essere un leader e ad essere più forte. Nella sua unione al Hwarang cambierà nome nell'identità di Ji-dwi, spacciandosi come nipote di Kim Wi-hwa. Il suo obiettivo è quello di spodestare la Regina Madre dal trono, trono che è di sua proprietà da anni ormai.

### Hwarang
- Pungwolju Kim Wi-hwa, interpretato da Sung Dong-il
- Kim Soo-ho, interpretato da Choi Min-ho (Versione italiana:Davide Garbolino)
Un ragazzo estroverso, dice di esser uscito con tutte le sorelle dei suoi amici. È in perenne lite con Ban-ryu, in quanto i loro genitori non vanno d'accordo. Con la sorella minore è particolarmente protettivo, e il fatto che il suo nemico di sempre frequenti sua sorella lo manda fuori di testa, facendolo finire sempre nei guai con proprio la sorella minore a metterlo fuori gioco per non rovinare situazioni a dir poco imbarazzanti.
- Park Ban-ryu, interpretato da Do Ji-han (Versione italiana:Patrizia Mottola)
Gli è stata insegnata la politica dai suoi due padri – Park Young-shil e Park Ho, rispettivamente padre adottivo e biologico – fin da piccolo. È molto competitivo e vorrebbe più potere per la famiglia Park, come sognato da suo padre. Si interessa della sorella minore di Soo-ho, Soo-yeon, ricambiato.
- Kim Yeo-wool, interpretato da Jo Yoon-woo
Hwarang curioso ed estroverso, ci tiene sempre a sapere l'ultimo pettegolezzo all'interno della scuola. Condivide la camera con Ban-ryu, Soo-ho, Seo-woon, Ji-dwi e successivamente anche Han-sung. Ha un legame particolare con quest'ultimo, da lui definito "birbante".
- Suk Han-sung, interpretato da Kim Tae-hyung
Ultimo discendente delle Ossa Autentiche della sua famiglia, è il più giovane Hwarang della scuola. Inizialmente non ama molto cose come imparare ad utilizzare la spada, preferendo ad essa hobby come guardare le costellazioni e le eclissi di sole. Ha con sé una lente che consente di guardare il sole senza rovinare gli occhi. Han-sung è molto legato a suo fratello mezzosangue, Dan-se, ed è il nipote preferito di suo nonno.
- Jang Hyun, interpretato da Kim Jin-tae
- Kim Shin, interpretato da Jun Bum-soo
- Kim Ki-bo, interpretato da Ooon
- Joo Ki, interpretato da Park Ki-hoon
- Suk Dan-se, interpretato da Kim Hyun-joon
Fratello maggiore mezzosangue di Han-sung, viene maltrattato dal nonno ogni qualvolta il fratello minore commette uno sbaglio. Diventa il Nagdo di Seo-wool. È freddo e non dà alcuna importanza alle aspirazioni personali e le passioni, desiderando allenare personalmente il fratello per portare onore alla famiglia e non farsi odiare dal nonno.
- Pa-oh, interpretato da Yoo Jae-myung
- Kang Sung, interpretato da Jang Se-hyun

### Famiglia reale e ministri
- Regina madre Jiso, interpretata da Kim Ji-soo (Versione italiana: Loretta Di Pisa)
Ha regnato a lungo su Silla, nonostante il figlio Jinheung (Ji-dwi) sia destinato a succederle. È una donna severa e determinata, nonostante nel suo passato vi siano azioni deplorevoli, che hanno portato alla distruzione varie famiglie. È divenuta erede al trono dopo che il suo fratello (disabile a causa della poliomielite) è stato cancellato dalla lista delle Ossa Sacre e dalla famiglia reale.
- Principessa Sukmyeong, interpretata da Seo Ye-ji (Versione italiana:Valentina Favazza)
Figlia di Jiso e sorella di Jin-heung, è stata lontano dal palazzo per via di una malattia. È una ragazza che non mostra emozioni, ma vorrebbe ardentemente trovare suo fratello, il re senza volto.
- Kim Hwi-kyung, interpretato da Song Young-kyu
- Park Young-shil, interpretato da Kim Chang-wan
- Lord Ho, interpretato da Lee Byung-joon
- Kim Seup, interpretato da Ko In-bum
- Suk Hyun-jae, interpretato da Kim Jong-goo

### Altri personaggi
- Lord Kim Ahn-ji, interpretato da Choi Won-young
- Pi Joo-ki, interpretato da Kim Kwang-kyu
- Kim Soo-yeon, interpretata da Lee Da-in
- Mak-moon/Kim Sun-woo, interpretato da Lee Kwang-soo
Il migliore amico di Cane Volante, fratello di Ah-ro. È stato per anni lontano dalla sorella crescendo con il suo migliore amico, e desidera ardentemente vederla, dicendo altresì all'amico di volergliela dare come sposa. Era molto legato a lei. Viene ucciso per aver visto il volto del re.
- Woo Reuk, interpretato da Kim Won-hae
- Principe Chang di Baekje, interpretato da Kim Min-joon

## Ascolti
| Episodio | Data di trasmissione | Dati TNMS           | Dati TNMS                  | Dati AGB            | Dati AGB                   |
| Episodio | Data di trasmissione | A livello nazionale | Area metropolitana di Seul | A livello nazionale | Area metropolitana di Seul |
| -------- | -------------------- | ------------------- | -------------------------- | ------------------- | -------------------------- |
| 1        | 19 dicembre 2016     | 7,9%                | 8,5%                       | 6,9%                | 6,8%                       |
| 2        | 20 dicembre 2016     | 6,9%                | 6,5%                       | 7,2%                | 6,7%                       |
| 3        | 26 dicembre 2016     | 11,1%               | 11,0%                      | 13,1%               | 13,8%                      |
| 4        | 27 dicembre 2016     | 7,4%                | 7,8%                       | 7,5%                | 7,2%                       |
| 5        | 2 gennaio 2017       | 7,4%                | 7,6%                       | 7,6%                | 7,4%                       |
| 6        | 3 gennaio 2017       | 7,6%                | 8,0%                       | 8,0%                | 7,2%                       |
| 7        | 9 gennaio 2017       | 7,2%                | 7,5%                       | 6,9%                | 7,2%                       |
| 8        | 10 gennaio 2017      | 7,2%                | 8,0%                       | 7,6%                | 7,7%                       |
| 9        | 16 gennaio 2017      | 6,2%                | 6,8%                       | 6,7%                | 7,2%                       |
| 10       | 17 gennaio 2017      | 7,1%                | 7,5%                       | 8,3%                | 8,2%                       |
| 11       | 23 gennaio 2017      | 9,3%                | 9,8%                       | 11,0%               | 11,1%                      |
| 12       | 24 gennaio 2017      | 8,7%                | 8,9%                       | 10,5%               | 10,2%                      |
| 13       | 30 gennaio 2017      | 6,9%                | 7,9%                       | 9,7%                | 9,1%                       |
| 14       | 31 gennaio 2017      | 7,0%                | 7,6%                       | 9,1%                | 8,8%                       |
| 15       | 6 febbraio 2017      | 6,8%                | 6,9%                       | 8,6%                | 8,2%                       |
| 16       | 7 febbraio 2017      | 6,4%                | 5,8%                       | 7,9%                | 7,4%                       |
| 17       | 13 febbraio 2017     | 6,2%                | 6,7%                       | 8,2%                | 8,6%                       |
| 18       | 14 febbraio 2017     | 6,4%                | 6,5%                       | 7,7%                | 7,6%                       |
| 19       | 20 febbraio 2017     | 6,0%                | 6,8%                       | 7,6%                | 7,4%                       |
| 20       | 21 febbraio 2017     | 6,2%                | 5,9%                       | 7,9%                | 8,0%                       |
| Media    | Media                | 7,4%                | 7,8%                       | 8,4%                | 8,3%                       |
| Speciali | 16 dicembre 2016     | 2,6%                | –                          | 2,0%                | –                          |
| Speciali | 26 dicembre 2016     | 4,2%                | –                          | 4,6%                | –                          |
| Speciali | 30 gennaio 2017      | 2,2%                | –                          | 2,5%                | –                          |
| Speciali | 30 gennaio 2017      | 3,0%                | –                          | 3,2%                | –                          |

* Il 30 gennaio 2017, KBS2 trasmise due episodi speciali per il capodanno lunare, contenenti il riassunto dei primi12 episodi.

## Colonna sonora
1. Anywhere (그 곳이 어디든) – Han Dong-geun
2. Even If I Die, It's You (죽어도 너야) – V e Jin (BTS)
3. Dream (드림) – Bolbbalgan4
4. I Can Only See You (너만보여) – Kang Seul-gi e Wendy (Red Velvet)
5. Our Tears (서로의 눈물이 되어) – Hyolyn (Sistar)
6. A Move of God (신의 한 수) – Yang Yo-seob (Highlight)
7. A Move of God (Acoustic Ver.) – Kim Juna
8. I'll Be Here – Park Hyung-sik
9. Memories of Miracle (주문을 외우다) – Jeon Woo-sung (Noel)
10. Hwarang The Beginning
11. Hwarang Spirit
12. Cloud Of Love
13. Night Story Princess
14. Open The Gate
15. Victory March
16. Blossom
17. Chorus Of Hwarang
18. Don't Leave Me Alone (날 혼자 두지마) – Jung Dong-ha